# Нью-Берлін (Вісконсин)
Нью-Берлін (англ. New Berlin) — місто (англ. city) в США, в окрузі Вокеша штату Вісконсин. Населення — 40 451 особа (2020).

## Географія
Нью-Берлін розташований за координатами 42°58′19″ пн. ш. 88°7′45″ зх. д. / 42.97194° пн. ш. 88.12917° зх. д. (42.972000, -88.129168).  За даними Бюро перепису населення США в 2010 році місто мало площу 95,51 км², з яких 94,38 км² — суходіл та 1,12 км² — водойми.

## Демографія
Згідно з переписом 2010 року, у місті мешкали 39 584 особи в 16 292 домогосподарствах у складі 11 327 родин. Густота населення становила 414 осіб/км².  Було 16829 помешкань (176/км²).
Расовий склад населення:
| - 93,4 % — білих - 3,8 % — азіатів - 0,7 % — чорних або афроамериканців - 0,3 % — корінних американців |

До двох чи більше рас належало 1,1 %. Частка іспаномовних становила 2,6 % від усіх жителів.
За віковим діапазоном населення розподілялося таким чином: 21,3 % — особи молодші 18 років, 61,8 % — особи у віці 18—64 років, 16,9 % — особи у віці 65 років та старші. Медіана віку мешканця становила 44,9 року. На 100 осіб жіночої статі у місті припадало 94,6 чоловіків;  на 100 жінок у віці від 18 років та старших — 92,3 чоловіків також старших 18 років.
Середній дохід на одне домашнє господарство  становив 95 089 доларів США (медіана — 75 600), а середній дохід на одну сім'ю — 116 107 доларів (медіана — 96 953). Медіана доходів становила 65 203 долари для чоловіків та 50 081 долар для жінок. За межею бідності перебувало 3,8 % осіб, у тому числі 4,8 % дітей у віці до 18 років та 5,2 % осіб у віці 65 років та старших.
Цивільне працевлаштоване населення становило 21 756 осіб. Основні галузі зайнятості: освіта, охорона здоров'я та соціальна допомога — 24,3 %, виробництво — 17,1 %, роздрібна торгівля — 11,1 %, науковці, спеціалісти, менеджери — 10,3 %.